# Andelaroche
Ne doit pas être confondu avec Andelarrot.
Andelaroche est une commune française, située dans le département de l'Allier en région Auvergne-Rhône-Alpes.

## Géographie

### Localisation
Andelaroche est située à l'est du département de l'Allier.
| Barrais-Bussolles | Loddes             | Montaiguët-en-Forez             |
| Droiturier        | Andelaroche        | Saint-Martin-d'Estréaux (Loire) |
|                   | Saint-Pierre-Laval |                                 |

### Climat
Pour des articles plus généraux, voir Climat d'Auvergne-Rhône-Alpes et Climat de l'Allier.
En 2010, le climat de la commune est de type climat océanique dégradé des plaines du Centre et du Nord, selon une étude du CNRS s'appuyant sur une série de données couvrant la période 1971-2000. En 2020, Météo-France publie une typologie des climats de la France métropolitaine dans laquelle la commune est dans une zone de transition entre le climat océanique altéré et le climat de montagne ou de marges de montagne et est dans la région climatique Centre et contreforts nord du Massif Central, caractérisée par un air sec en été et un bon ensoleillement.
Pour la période 1971-2000, la température annuelle moyenne est de 10,9 °C, avec une amplitude thermique annuelle de 16,6 °C. Le cumul annuel moyen de précipitations est de 887 mm, avec 11,1 jours de précipitations en janvier et 8 jours en juillet. Pour la période 1991-2020, la température moyenne annuelle observée sur la station météorologique de Météo-France la plus proche, sur la commune d'Arfeuilles à 11 km à vol d'oiseau, est de 11,2 °C et le cumul annuel moyen de précipitations est de 951,6 mm,. Pour l'avenir, les paramètres climatiques de la commune estimés pour 2050 selon différents scénarios d'émission de gaz à effet de serre sont consultables sur un site dédié publié par Météo-France en novembre 2022.

## Urbanisme

### Typologie
Au 1er janvier 2024, Andelaroche est catégorisée commune rurale à habitat très dispersé, selon la nouvelle grille communale de densité à 7 niveaux définie par l'Insee en 2022.
Elle est située hors unité urbaine. Par ailleurs la commune fait partie de l'aire d'attraction de Lapalisse, dont elle est une commune de la couronne,. Cette aire, qui regroupe 9 communes, est catégorisée dans les aires de moins de 50 000 habitants,.

### Occupation des sols

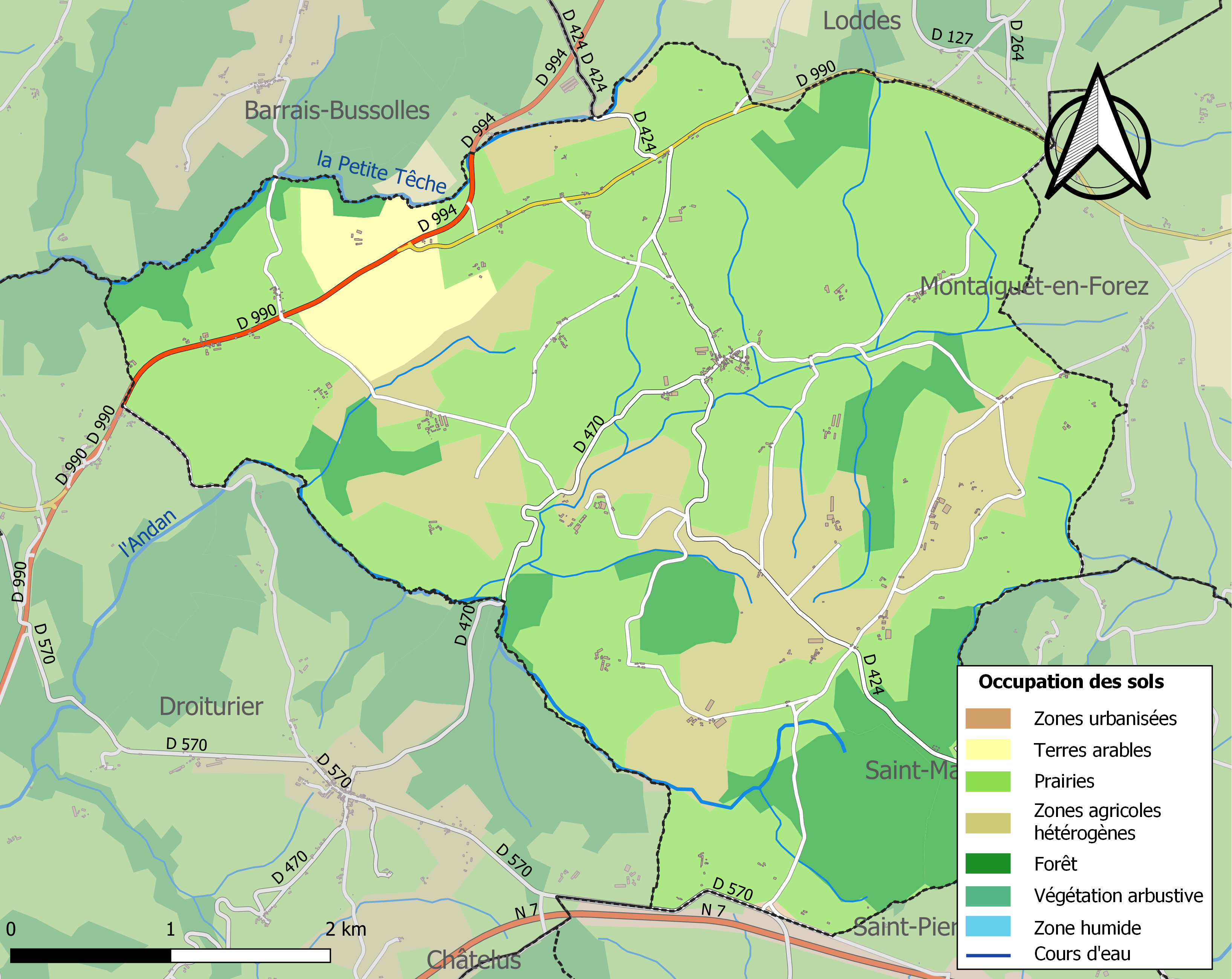
Carte des infrastructures et de l'occupation des sols de la commune en 2018 (CLC).

L'occupation des sols de la commune, telle qu'elle ressort de la base de données européenne d’occupation biophysique des sols Corine Land Cover (CLC), est marquée par l'importance des territoires agricoles (83,3 % en 2018), une proportion sensiblement équivalente à celle de 1990 (83,4 %). La répartition détaillée en 2018 est la suivante : 
prairies (61,9 %), zones agricoles hétérogènes (17,1 %), forêts (16,6 %), terres arables (4,4 %), zones industrielles ou commerciales et réseaux de communication (0,1 %).
L'IGN met par ailleurs à disposition un outil en ligne permettant de comparer l’évolution dans le temps de l’occupation des sols de la commune (ou de territoires à des échelles différentes). Plusieurs époques sont accessibles sous forme de cartes ou photos aériennes : la carte de Cassini (XVIIIe siècle), la carte d'état-major (1820-1866) et la période actuelle (1950 à aujourd'hui).

### Voies de communication et transports
Le territoire communal est traversé par les routes départementales 424 et 470.
Près du lieu-dit Planfait, au nord de la commune, deux grandes routes, la RD 990 et la RD 994, desservent une partie de l'est du département. La RD 990, partant de Lapalisse, continue vers Marcigny, tandis que se termine la RD 994, depuis Digoin et Le Donjon.

## Politique et administration

### Découpage territorial
La commune d'Andelaroche est membre de la communauté de communes du Pays de Lapalisse, un établissement public de coopération intercommunale (EPCI) à fiscalité propre créé le 20 décembre 1997 dont le siège est à Lapalisse. Ce dernier est par ailleurs membre d'autres groupements intercommunaux.
Sur le plan administratif, elle est rattachée à l'arrondissement de Vichy, au département de l'Allier et à la région Auvergne-Rhône-Alpes. Sur le plan électoral, elle dépend du  canton de Lapalisse pour l'élection des conseillers départementaux, depuis le redécoupage cantonal de 2014 entré en vigueur en 2015, et de la troisième circonscription de l'Allier  pour les élections législatives, depuis le dernier découpage électoral de 2010.

### Administration municipale
| Période                                  | Période                     | Identité        | Étiquette | Qualité      |
| ---------------------------------------- | --------------------------- | --------------- | --------- | ------------ |
| Les données manquantes sont à compléter. |                             |                 |           |              |
| 2001                                     | En cours (au 18 avril 2021) | Pascale Richard |           | Agricultrice |

## Population et société

### Démographie
Les habitants sont appelés les Andelarochois,.

#### Évolution démographique
L'évolution du nombre d'habitants est connue à travers les recensements de la population effectués dans la commune depuis 1793. Pour les communes de moins de 10 000 habitants, une enquête de recensement portant sur toute la population est réalisée tous les cinq ans, les populations de référence des années intermédiaires étant quant à elles estimées par interpolation ou extrapolation. Pour la commune, le premier recensement exhaustif entrant dans le cadre du nouveau dispositif a été réalisé en 2006.

En 2022, la commune comptait 217 habitants, en évolution de −15,89 % par rapport à 2016 (Allier : −1,38 %, France hors Mayotte : +2,11 %).
| 1793 | 1800 | 1806 | 1821 | 1831 | 1836 | 1841 | 1846 | 1851 |
| ---- | ---- | ---- | ---- | ---- | ---- | ---- | ---- | ---- |
| 538  | 559  | 596  | 539  | 592  | 578  | 545  | 602  | 609  |

| 1856 | 1861 | 1866 | 1872 | 1876 | 1881 | 1886 | 1891 | 1896 |
| ---- | ---- | ---- | ---- | ---- | ---- | ---- | ---- | ---- |
| 644  | 659  | 650  | 649  | 681  | 789  | 824  | 814  | 747  |

| 1901 | 1906 | 1911 | 1921 | 1926 | 1931 | 1936 | 1946 | 1954 |
| ---- | ---- | ---- | ---- | ---- | ---- | ---- | ---- | ---- |
| 682  | 718  | 652  | 583  | 583  | 549  | 543  | 489  | 445  |

| 1962 | 1968 | 1975 | 1982 | 1990 | 1999 | 2006 | 2011 | 2016 |
| ---- | ---- | ---- | ---- | ---- | ---- | ---- | ---- | ---- |
| 390  | 371  | 357  | 300  | 288  | 267  | 280  | 272  | 258  |

| 2021 | 2022 | - | - | - | - | - | - | - |
| ---- | ---- | - | - | - | - | - | - | - |
| 229  | 217  | - | - | - | - | - | - | - |

#### Pyramide des âges
En 2021, le taux de personnes d'un âge inférieur à 30 ans s'élève à 22,4 %, soit en dessous de la moyenne départementale (29,0 %). À l'inverse, le taux de personnes d'âge supérieur à 60 ans est de 39,6 % la même année, alors qu'il est de 35,6 % au niveau départemental.
En 2021, la commune comptait 115 hommes pour 114 femmes, soit un taux de 50,22 % d'hommes, légèrement supérieur au taux départemental (47,97 %).
Les pyramides des âges de la commune et du département s'établissent comme suit :
| Hommes | Classe d’âge | Femmes |
| ------ | ------------ | ------ |
| 0,8    | 90 ou +      | 2,6    |
| 12,9   | 75-89 ans    | 13,6   |
| 29,7   | 60-74 ans    | 19,7   |
| 24,3   | 45-59 ans    | 20,8   |
| 14,7   | 30-44 ans    | 16,1   |
| 5,3    | 15-29 ans    | 13,7   |
| 12,2   | 0-14 ans     | 13,6   |

| Hommes | Classe d’âge | Femmes |
| ------ | ------------ | ------ |
| 1,2    | 90 ou +      | 3      |
| 10     | 75-89 ans    | 13,4   |
| 21,3   | 60-74 ans    | 22     |
| 20,6   | 45-59 ans    | 19,6   |
| 15,7   | 30-44 ans    | 15     |
| 15,6   | 15-29 ans    | 12,9   |
| 15,7   | 0-14 ans     | 14     |

### Enseignement
Andelaroche dépend de l'académie de Clermont-Ferrand. Il n'existe aucune école.
Hors dérogations à la carte scolaire, les collégiens sont scolarisés à Lapalisse et les lycéens à Cusset, au lycée Albert-Londres.

## Économie

### Emploi
En 2012, la population âgée de 15 à 64 ans s'élevait à 156 personnes, parmi lesquelles on comptait 70,9 % d'actifs dont 64,6 % ayant un emploi et 6,3 % de chômeurs.
On comptait 42 emplois dans la zone d'emploi. Le nombre d'actifs ayant un emploi résidant dans la zone étant de 101, l'indicateur de concentration d'emploi est de 41,1 %, ce qui signifie que la commune offre moins d'un emploi par habitant actif.

### Entreprises
Au 1er janvier 2013, Andelaroche comptait 8 entreprises : 2 dans la construction, 5 dans le commerce, les transports et les services divers et 1 dans le secteur administratif, et autant d'établissements.

## Culture locale et patrimoine

### Lieux et monuments
- Église Saint-Pierre d'Andelaroche d'origine romane mais très remaniée jusqu'au XIXe siècle. Elle est donc un édifice composite qui a perdu son aspect original.